# وجيه الخوري
وجيه وهبة ميخائيل الخوري (19 ديسمبر 1900 - 21 نوفبر 1975) کاتب وشاعر سوري. ولد في حمص ودرس فيها، ثم في النّاصرة عام 1913 حيث درس في السمينار الروسي مدّة عام، ولم يكمل بسبب إغلاق المعهد بعد نشوب الحرب العالمية الأولى. فعاد إلى بلدته يساعد والده في نفقات العيش، فامتهن الحياكة نهارًا وأكبّ على المطالعة ليلًا حتى انتهت الحرب. توظّف في وزارة الماليّة مدّة زادت على الاثنين وثلاثين عامًا وتقاعد في 1951. ثم عمل في مكتب الإعلام لصحف دمشق. كان من دعاة الإصلاح الاجتماعي وأسهم في تحرير جريدة فتى الشرق الحمصية. له ديوان شعر سمّاه عبرات الشباب وله عدة مؤلفات وترجمات أكثرهم مخطوطة وعدد من المقالات نشرتها صحف عصره.

## سيرته
ولد وجيه بن وهبة بن ميخائيل الخوري في حمص في 19 ديسمبر 1900. دخل مدرسة الطائفة الأرثوذكسية في 1907 ونال شهادتها بتفوق، فأوفد إلى الناصرة بعام 1913 لإكمال دراسته في السمينار الروسي مجانًا، وقضى فيه السنة الدراسية، ثم أغلق مع بقية المدارس الأجنبية والطائفية بسبب نشوب الحرب العالمية الأولى، وقد ساعد والده بنفقات إعاشة العائلة في أيام الحرب، فاتخذ الحياكة مهنة له، «فكان يشتغل في النهار ويأوي في المساء إلى غرفته للمطالعة والدراسة على نفسه حتى وضعت الحرب أوزارها.»

انتسب إلى إحدى الوظائف في وزارة المالية وأخذ يتدرج في مناصب الحكومة في حمص وغيرها من المحافظات السورية طيلة اثني وثلاثين عاماً ونيف، وفي 26 أغسطس 1951 أحيل على التقاعد، ثم عهدت إليه شركة الزجاج بمراقبة المعمل في دمشق، وأخيراً استلم أعمال مكتب الإعلان لصحف دمشق اليومية.

توفي في 21 نوفبر 1975 في دمشق ودفن في مقبرة الباب الشرقي.

## شعره
ذكرت في معجم البابطين عن شاعريته «شاعر إصلاحي قومي، يدور شعره موضوعًا حول ثالوث يتمثل في الوجدان، والوطن، والحنين، وتمثلت قصائده الوجدانية في التعبير عن الحب والمرأة وعلاقته بها. وشغل الوطن وقضاياه مساحة من شعره، فدعا إلى الوحدة العربية، وعبر عن موقف قومي من العدوان الثلاثي على مصر. واحتل الحنين حيزًا من شعره فبثه أحبائه المغتربين في المهاجر البعيدة، ودعاهم للعودة إلى الوطن، وعبر عن أشواقه لهم، ورثى الراحلين منهم. له قصائد عبر بها عن موقفه من القضايا الإصلاحية، ودعا إلى العلم ومحاربة الجهل، ومناصرة قضايا المرأة والدعوة إلى تعليمها.» 

## حياته الشخصية
اقترن ببيرتا بنت أنطون بن جرجي الطرابلسي في سنة 1940، وأعقب أولاداً لم يعش منهم سوى ابنته وفاء. كان بينه وبين أدهم الجندي صداقة طويلة. 

## مؤلفاته
- عبرات الشباب، ديوان، 1921
- الوفاء، ديوان، 1974
- تاريخ مشاهير أدباء حمص
- الحركة الشعرية في حمص
- أعلام الأدب والفن
- زقزقة عصفور
- قصص مشاهير الرجال والعظماء
- الليالي، عن ألفرد دي موسيّه، ترجمه